# 心臓足首血管指数
心臓足首血管指数（しんぞうあしくびけっかんしすう、CAVI: Cardio Ankle Vascular Index、キャビ)は、腕と足首の脈波から、動脈硬化を簡単に計測する診断法。
脈波伝播速度は、動脈硬化の進展を定量的に診断するための、動脈の硬さを表すパラメータの一つであるが、血圧の変動に大きく影響されるので、患者の血圧の上下が激しいと、動脈硬化指数としての定量診断が困難になる。そこで、フクダ電子から、腕と足首の脈波から簡単に計測する診断機器が市販され、日本国内では大きく市場が広がっている。血管の弾性係数そのものであるスティフネスパラメータβ法(stiffness parameterβ)を提示する心臓足首血管指数(CAVI)として、提案されている。
CAVIは血圧に依存しない方法として定量化されているので、有用性が高いとされる。心臓移植前後でも安定した評価が可能という報告もあり、注目されている。 メタボリックシンドロームの提案で、予防医学が注目される昨今では、新しい予防医学的指標として注目される。また、最近、脈波伝播速度から血管の血圧反射機能を診断する方法論も提案され、高血圧の診断と利用に有効性が期待されている。メタボリックシンドロームの早期診断や、高血圧の薬剤加療のフォローアップに使える新しい診断法として注目される。

## 意義
動脈硬化が進行するほど高い値になるため、早期診断と管理に役立つ。心臓から出て動脈を伝わっていく脈波（拍動）のスピードを測定したもので、正常な柔らかい血管では、拍動は血管壁に吸収されながら波のように動脈を伝わり、硬くなってしまった血管では速く伝わるため、動脈硬化が進行するほどCAVI値は高くなる。
| 値               | 判定           |
| ---------------- | -------------- |
| CAVI< 8.0        | 正常範囲       |
| 8.0 ≤ CAVI < 9.0 | 境界域         |
| 9.0 ≤ CAVI       | 動脈硬化の疑い |